# 宮之原昌幸
宮之原昌幸（みやのはら まさゆき）は、推理作家木谷恭介の諸作品（主に長編）で活躍する架空の警察官。
木谷恭介の推理小説デビュー作である『赤い霧の殺人行』で脇役（横浜の所轄署所属）として初登場し、『京都鷹峯殺人事件』から警察庁の広域捜査官としてその辣腕を揮っている（これ以降は主人公である）。

## 人物像
身長約180センチ。年齢46歳。京都在住。チェック柄のスーツを着ることが多い。以前は喫煙者で缶ピースを喫煙していた。横浜署勤務時代に、街のチンピラたちになめられないよう、ハッタリで缶ピース煙草を買ったのがきっかけ。
かつては横浜の所轄署に所属していたが、後にその能力を買われ、警察庁に異動となった。以後は警察庁広域捜査室に所属する「日本で唯一人の広域捜査官」である。階級は警部。「捜査の職人」を自称する。サポート役となるのは警察庁長官官房秘書兼広域捜査室長の小清水峡子警視正（33歳）。国家公務員Ⅰ種をトップ合格した才媛で階級・職掌上は宮之原の上司に当たるが、実際には宮之原の手足となって情報収集や各都道府県警察との連絡に当たっている。
作品中では、その推理力から「シャーロック・ホームズもエルキュール・ポアロも裸足で逃げ出す名探偵」と賞されている。
- 『宮之原警部の愛と追跡』で妻・真由子を殺されてしまったが、その後、京都三条で小料理屋「平瀬」を営む平瀬玻奈子（はなこ）と出逢い、再婚した。以降、宮之原は京都の真如堂（しんにょどう）門前町に住んでいる。
- また、真由子との間に2人の娘、津玻沙（つばさ）と奈津女（なつめ）がいる。
- 玻奈子との間に、息子の海（かい）がいる[1]。

## 主な登場作品

### 長編
- 赤い霧の殺人行
- 京都鷹峯殺人事件
- 大和いにしえ殺人紀行
- 京都いにしえ殺人歌
- 信濃いにしえ殺人画集
- 出雲いにしえ殺人事件
- 奈良いにしえ殺人絵巻
- 飛騨いにしえ殺人事件
- 京都高瀬川殺人事件
- 津軽いにしえ殺人事件
- 加賀いにしえ殺人事件
- 京都四条通り殺人事件
- 薩摩いにしえ殺人事件
- 能登いにしえ殺人事件
- 淡路いにしえ殺人事件
- 安芸いにしえ殺人事件
- 宮之原警部の愛と追跡
- 京都氷室街道殺人事件
- 京都桂川殺人事件
- 謀殺列島・赤の殺人事件
- 謀殺列島・青の殺人事件
- 謀殺列島・緑の殺人事件
- 謀殺列島・紫の殺人事件
- 謀殺列島・黄金の殺人事件
- 世界一周クルーズ殺人事件
- 三河高原鳳来峡殺人事件
- 女人高野万華鏡殺人事件
- 石見銀山街道殺人事件
- 津軽十三湖殺人事件
- 広島水の都殺人事件

ほか多数

## テレビドラマ

### 名高達郎版
1993年12月4日（土曜日）21:02-22:51にテレビ朝日系『土曜ワイド劇場』枠で放送。タイトルは「札幌時計台殺人事件 小樽オショロ海岸に立つ女、東京－北海道・死体移動の怪！」。
キャスト
- 宮之原昌之（築地西警察署・警部補） - 名高達郎
- 塚本珠代（ジュエリー沙羅 秘書） - 吉川十和子
- 水野基之（ジュエリー沙羅 秘書室長） - 夏夕介
- 中杉涼子（中杉範夫の妹） - 清水ひとみ
- キダ（警視） - 前田昌明
- クボタ（札幌中町警察署・警部補） - 松熊信義
- 森島光宏（ジュエリー沙羅 社長） - 新井量大
- 明美 - 土屋貴子[2]
- 森島（森島の妻） - ただのあっ子
- 駒田（札幌中町警察署 刑事） - 吉満涼太
- スーパーの店長 - 田原アルノ
- 山脇由紀（クラブのママ） - 朝比奈順子
- 田坂淑江（スーパーのアルバイト） - 佳那晃子

スタッフ
- 脚本 - 石倉保志
- 監督 - 小林俊一
- 制作 - 彩の会、テレビ朝日

### 松方弘樹版
1996年4月22日（月曜日）21:00-22:54にTBS系『月曜ドラマスペシャル』枠で放送。タイトルは「京都埋蔵金伝説殺人事件 2億の秘宝をめぐる連続殺人！」。原作は「京都紅葉伝説殺人事件」。
キャスト
- 宮之原（警部） - 松方弘樹
- 小清水峡子 - 中村あずさ
- 魚津（刑事） - 梶原善
- 淡野勝 - 谷口高史[3]
- 永作博美
- 松原智恵子
- 秋本祐希
- 趙方豪
- 北村総一朗
- 大出俊
- 大河内浩
- 浜田晃
- 伊藤美由紀
- 早川純一
- 安藤晃子
- 峰蘭太郎

スタッフ
- 脚本 - 鈴木則文
- プロデューサー - 橋本新一、亀岡正人、小林由幸
- 監督 - 舛田利雄
- 制作 - 東映、TBS

### 仲代達矢版
1998年5月29日（金曜日）21:00-22:52にフジテレビ系『金曜エンタテイメント』枠で放送。タイトルは「宮之原警部 こころの事件簿 京都高瀬川殺人事件 縁切り明神で死んだ謎の京都美人 怨念が…赤いバラが散る時次々男が殺される」。
キャスト
- 宮之原昌幸（新宿警察署・警部） - 仲代達矢
- 小清水峡子（長官付秘書官・警視） - 渡辺梓
- 魚津肇（京都東山警察署 部長刑事） - 火野正平
- 中森那美江（クラブ「那美」ママ） - 片桐夕子
- 久留島欣也（不動産屋） - 立川三貴
- 中川ぬい（下宿屋） - 石井トミコ
- 三田雅代（三田の娘） - 鈴木弥生
- 京都東山警察署 署長 - 須永克彦
- 淡野（刑事） - 平井真軌
- 刑事 - 下元年世
- 管理人 - 松尾勝人
- 雅代の同僚 - 山村嵯都子
- 武村の家政婦 - 金子珠美
- 武村照道（武村興業ビルのオーナー） - 岡本富士太
- 平瀬加奈子（バー「平瀬」ママ） - 紺野美沙子

スタッフ
- 脚本 - 吉田剛
- 監督 - 原田眞治
- 制作 - フジテレビ

### 鹿賀丈史版
2001年5月28日（月曜日）21:00-22:54にTBS系『月曜ミステリー劇場』枠で放送。タイトルは「警察庁特別広域捜査官 宮之原警部の愛と追跡」。
キャスト
- 宮之原昌幸（特別広域捜査官・警部） - 鹿賀丈史
- 宮之原真由子（昌幸の妻） - 原日出子
- 稲葉育代（勲の妻） - 筒井真理子
- 稲葉勲（会社員） - 岡野進一郎
- 立花津玻沙（昌幸と真由子の長女） - 小林千香子
- 立花（津玻沙の夫） - 飛田航介
- 石井義明（長野県警 刑事） - 剛たつひと
- 桜井千春（関東骨髄移植センター 所員） - 長谷川有里
- 勢津子（絵画クラブ新風会） - 藤田三保子
- 小清水峡子（警察庁長官官房秘書・警視） - 伊藤かずえ
- 南雲豊子（則孝の妻） - 此島愛子
- 香川俊彦（文京医大病院・婿養子・旧姓「須藤」） - 水上竜士
- 島津（関東骨髄移植センター 所長） - 杜澤泰文
- 岡田秀一（小金井中央警察署 刑事） - 芹沢礼多
- 稲葉千佳（勲と育代の娘・肝臓移植患者） - 小野寺華那
- 南雲則孝（長野県会議員） - 峰岸徹
- 鷲尾浩造（小金井中央警察署 署長） - 綿引勝彦

スタッフ
- 脚本 - 稲葉一広
- プロデューサー・監督 - 小林俊一
- 製作 - 彩の会、TBS

### 村上弘明版
2003年9月8日（月曜日）21:00-22:54に放送。タイトルは「警察庁特別広域捜査官 宮之原警部シリーズ 丹後浦島伝説殺人事件」。
2006年2月13日（月曜日）21:00-22:54に放送。タイトルは「広域捜査官宮之原警部2 菜の花幻想殺人事件」。
いずれもTBS系『月曜ミステリー劇場』枠での放送。
キャスト
- 宮之原昌幸（警察庁特別広域捜査官） - 村上弘明
- 宮之原真由子（昌幸の妻・故人） - 藤本喜久子
- 祭陸五郎（警視庁捜査一課刑事） - 小野武彦

ゲスト
第1作「丹後浦島伝説殺人事件」（2003年）
- 仙頭千紘（弓恵の生徒・本名「相沢由紀子」） - 大河内奈々子（幼少期：今泉野乃香）
- 佐々沼詩乃（昌博の秘書・本名「仙頭千紘」） - 小川範子
- 仙頭昌博（チャイルドシートメーカー「タンバ」社長・千紘の父・3日前絞殺） - 長谷川哲夫
- 貝塚浩史（ビィーナス 営業マン） - 林泰文
- 藤森弓恵（陶芸教室を営む・宮之原の大学の同級生） - 風祭ゆき
- 石森真緒（陶芸家・由紀子の実母） - 服部妙子
- 駐在 - 頭師孝雄
- 刑事 - 宍戸勝
- 樋口寛山（陶芸家） - 浅沼晋平
- 古川（山下りおなの愛人） - 藤タカシ
- ビィーナス 編集長 - 深見亮介
- 土橋信治（元駐在） - 神山繁
- 仙頭（昌博の妻・千紘の母） - 川田しのぶ
- 住谷伸也（昌博の顧問弁護士） - 近藤康成
- 石森咲枝（真緒の夫の兄の娘） - 一紗まひろ
- ホテルベルモンドのフロント - 白川ゆり
- 守野大生（詩乃の元恋人） - 大沢樹生

第2作「菜の花幻想殺人事件」（2006年）
- 鳥飼春菜（平館物産総務課 社員・圭太の婚約者・胡子の実妹） - 小田茜（少女期：田中明）
- 葛生胡子（クラブ「孔雀亭」ママ・春菜の実姉） - 坂上香織（少女期：村崎真彩）
- 村松満紗子（胡子のお手伝い・みどりの母） - 銀粉蝶
- 平館圭太（平館物産 専務） - 前田耕陽
- 泉山淳夫（ペンション「グリーンレイクいずみやま」オーナー） - 小宮健吾
- 葛生友吉（墨職人・胡子の養父・故人） - ひかる一平
- 野崎房江（野崎の母） - 今井和子
- 早見冬彦（システムエンジニア・圭太の大学の同級生） - 吉満涼太
- 三枝（警視庁捜査一課・警部） - 萩原流行
- 野崎（墨屋） - 柴田林太郎
- 村松みどり（保母・圭太の元婚約者・3年前自殺） - 橋本愛実
- 鳥飼公嗣（会社員・春菜の父） - 浜畑賢吉
- 太田原とめ（宮之原家の家政婦） - 冨士眞奈美

スタッフ
- 脚本 - 大森寿美男（第1作）、今井詔二（第2作）
- 監督 - 油谷誠至（第1作）、小林俊一（第2作）
- プロデューサー - 小林俊一
- 製作 - 彩の会、TBS

放送日程
| 話数 | 放送日        | サブタイトル         | 原作                     | 脚本       | 監督     |
| ---- | ------------- | -------------------- | ------------------------ | ---------- | -------- |
| 1    | 2003年9月08日 | 丹後浦島伝説殺人事件 | 「丹後浦島伝説殺人事件」 | 大森寿美男 | 油谷誠至 |
| 2    | 2006年2月13日 | 菜の花幻想殺人事件   | 「菜の花幻想殺人事件」   | 今井詔二   | 小林俊一 |